# Поход към Цариград
Походът към Цариград е потушаване на контрапреврата на Абдул Хамид II, от страна на младотурците с участие на редовни войскови части и паравоенни формирoвания на някои от етническите общности в Македония и Одринско на 24 април 1909 г.
На 13 април 1909 година армейските части на Истанбулския гарнизон се разбунтуват и настояват за връщане на шариата и ислямските порядки, изгонване на ръководителите на младотурците от Османската империя и уволнение от армията на всички офицери, които са на тяхна страна. Султанът веднага приема техните искания. От свое страна, лидерите на младотурците начело на армейските корпуси в Солун и Одрин създават като ответна реакция „Армия на действието“. В двата града се провеждат митинги в защита на революцията.
Християнското население стихийно подкрепя младотурците. Под предводителството на Яне Сандански, Христо Чернопеев и Тодор Паница 1200 четници от ВМОРО вземат участие в младотурския поход към Цариград. В похода участват над 100 000 души, предимно турски редовни войскови части от Солун, сред които е и младият офицер Кемал Ататюрк, както и албански, арменски и гръцки чети. На 16 април „Армията на действието“ потегля от Солун към Цариград, минавайки през Одрин откъдето получава подкрепления. Когато наближават града, на тяхна страна преминават и частите на Османския военен флот, които блокират столицата по вода. На 24 април частите на Армията атакуват града и след ожесточени сражения на 26 април успяват да вземат столицата изцяло под свой контрол. Ръководителите на метежа са разстреляни или обесени, а около 10 хил. военни от Истамбулския гарнизон са интернирани в провинцията. На 27 април се състои съвместно заседание на двете камари на Османския парламент, на което султан Абдул Хамид II e лишен от халифския си сан. На негово място е избран брат му, който става султан под името Мехмед V.